# 海龍 (潜水艇)

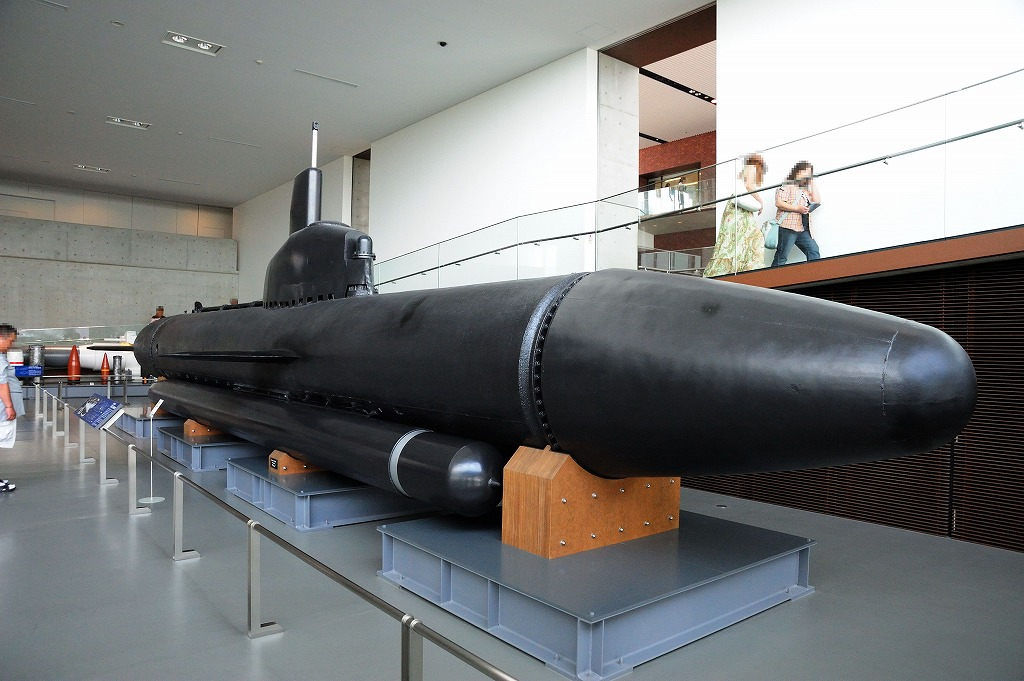
海龍（大和ミュージアムにて）前方。軌条には射出筒が前方から挿入される。潜望鏡は360度旋回し、また仰角をとれる

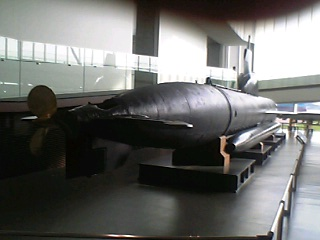
海龍（大和ミュージアムにて）後部。縦舵の上部が欠損している

海龍（かいりゅう）は、大日本帝国海軍の特殊潜航艇の一種で、敵艦に対して魚雷もしくは体当りにより攻撃を行う二人乗りの有翼特殊潜航艇・水中特攻兵器である。海軍工作学校教官、浅野卯一郎機関中佐（階級呼称は1943年1月当時）の発案で開発された。開発段階では機密を図るため「SS金物」と呼ばれた。
本土決戦用の特攻兵器として開発され、飛行機の部品などを使用し横須賀海軍工廠などで終戦までに224隻が建造され、約207隻が製造中だった。通常の潜水艦と異なり、翼を有し、飛行機のように上昇と下降を行うため、構造が単純で建造を短期間に行うことができた。各地に基地を設け、海龍を配備したものの、終戦によって本土決戦が回避されたため実戦に大規模投入されることはなかった。

## 開発
秘匿名称「SS金物」として各種試験が繰り返され、1944年5月の時点でほぼ実用的な艇が2基製造されていた。1基は横須賀の海軍工作学校、もう1基は海軍工廠に置かれた。
計画時秘匿名称「㊂金物(マルサンカナモノ)」は目標近くまで母艦任務の潜水艦で運ばれ出撃し、敵艦艇を雷撃した後に母艦へ帰還する、とされていた。
海龍の兵装は直径45cmの魚雷2本である。魚雷は、内部に射出用ロケットを装備した射出筒の内部に収められていた。この射出筒を、海龍の艇体下部に設けられた2条の軌道に、それぞれ前方から挿入し固定した。艇内から射出スイッチを操作すると射出筒内部のロケットが点火、魚雷が筒の前扉を吹き飛ばして撃ち出され、射出筒自体は軌条を後方へ抜け落ち、艇体から離れる。発射は海龍の開発時に実際に行われ、評価試験者は発射の衝撃、轟音、そして艇のトリムの急激な変化への対応に苦労した。またこれらは開発に携わる搭乗員に、実用上の懸念を抱かせるものだった。その後、海龍の量産に伴って魚雷射出筒の装着が間に合わないことから艇首に600kgの爆薬を装備することが決定された。実際に射出実験・訓練を行った海軍関係者は数名にとどまるものと開発担当の搭乗員は推測している。これに対し、横須賀の嵐部隊では海龍に模擬弾を搭載し、魚雷発射試験を行なっている。ただしこの訓練は目標を特に定めず、訓練よりは発射試験に近いものだった。雷装した海龍は、非雷装時の半分程度しか速力を発揮できなかった。発射レバーを引くと発射音が響き、片舷が軽くなって艇が左右に大きくローリングし、動揺が収まっても海龍は片側に傾斜したままだった。この状態で2発目を発射し、訓練を終了した。
意欲的な設計がなされた本型は大型の水中翼を装備していた。操縦も爆撃機銀河から航空機用の操縦装置を流用し、これはジョイスティック装置と呼ばれ現代潜水艦の標準的な操縦装置である。
海龍の操縦は他の潜航艇と比較すればまだ簡易であり、水上、水中の運動を行うにあたり、操作担当に要する乗員数を少なくおさえている。海龍の司令塔のハッチ直下には艇付席が設けられており、このすぐ後方に艇長席がある。艇内は極度に狭いため、艇長・艇付が順序よく艇に入る必要があった。艇付は操縦桿により水中翼フラップを操作した。フットレバーは縦舵を動かす。またジャイロコンパス、深度計、回転計、圧力計、電池の充電状態などの計器類は艇付席に集約されていた。潜望鏡による外部と上空の索敵、潜行と浮上の注排水、エンジンクラッチの操作は艇長の担当だった。
海龍は甲標的や従来の潜水艦と異なり、水中翼によって航空機のように運動できる艦艇だった。海龍は司令塔直下の水中翼によって水上走行時の予備浮力を保持することができた。航走中、艇の浮力を中正もしくはややマイナス気味としておき、水中翼のフラップを作動させることで急速潜行が可能だった。熟練搭乗員が艇を操作した場合、完全潜行は5秒以下で行われた。海龍は、改善を繰り返したことで構造や機能が簡易化され、水上・水中の安定性が良好であり、艇体の大きさに比べて圧力を支えるビームが多かったために、水中での耐圧性に優れていた。甲標的での訓練に完熟した搭乗員は、海龍の操作を把握するのにさして時間を要さなかった。SS金物の実験要員は『豆潜水艦としてはなかなか立派なものだった』という評価をこの特殊潜航艇に下している。
海龍部隊には整備兵による支援が必要だった。海龍の蓄電池は完全放電から全充電に8時間を必要とした。普通充電は5時間、急速充電には3時間を要した。このため、帰還した艇はすぐに引き揚げて整備し、充電作業を行なう必要があった。
SS金物は兵器として一定の目処が立ったため、1945年3月、三浦半島の油壺に基地を作り、搭乗員の養成が開始された。4月に海龍として緊急量産が命令される。5月末、回天、蛟龍と共に兵器として採用された。

## 実用型
後期の海龍は戦況の悪化も昂じて艇首に爆薬を充填し、体当り攻撃を前提とした特攻兵器として建造されることとなった。横須賀海軍工廠では1945年9月までに700隻を製造する目標を立て、量産を行っている。
海龍は速度が遅いため、本土決戦では敵輸送船団への攻撃作戦を行うことになっていた。
海中飛行機の発案は、技術的には興味深いが、当時の技術で、少数の乗員が乗艦する潜水艇が、三次元空間の運動性、安定性を両立させることは困難であった。さらに海龍自体にも技術的な問題があった。訓練を開始したばかりの艇付はジャイロコンパスでの艇の進路保持が精一杯であり、艇長は潜望鏡で周囲の視察にかかりきりになりがちだった。海龍は水上航走時、速度が出るにしたがって徐々に俯角を取って水中に潜ろうとする傾向があり、これに気がつかない場合、吸排気筒から海水が浸入した。慌てて艇長がエンジンを切らずに吸排気筒を閉めた場合、今度はエンジンが艇内の空気を全て吸入して真空状態となった。基礎教程後の単独操縦ではこれによる窒息事故が連続し、殉職者が続けて出た。
1945年5月には伊豆半島の下田に第十三突撃隊の基地が設けられ、西海岸の江の浦にも第十五突撃隊の基地が設けられた。一艇隊は13隻の海龍で構成された。第十三突撃隊では、8月初旬、神子元島の灯台を砲撃する敵潜水艦に対して1隻が出撃した。途上、海龍は水上航行中に敵艦載機の銃撃を受け、急速潜航し難を逃れた。島の付近に到着するも敵の艦影はなく帰投した。この後に第十三突撃隊の出撃機会はなく、数日後に終戦を迎えている。
大戦末期の資材の不足、品質の低下の中にあって、実用化された海龍の性能は計画値よりも大幅に低いものだったと推測される。人間魚雷回天よりも速力が大幅に遅い海龍では、たとえ低速の輸送船相手であっても、護衛艦艇に阻止され攻撃は難しかったと考えられる。また、艇首の爆薬装備部分は本来、600Lの容量がある前部燃料タンクであり、爆装した海龍の搭載燃料は、480Lの後部燃料タンクだけとなる。この状態の海龍の行動半径は100km以下となり、まともな作戦行動は行えない。このあたりに終戦直前の混乱がうかがえる。

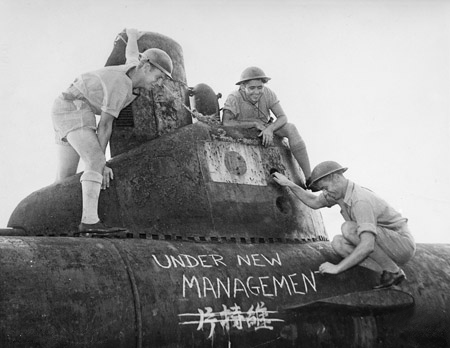
1945年9月、海龍を検分するHMSネイピアの船員

戦後の1945年9月に横須賀へ進駐してきたアメリカ軍は、海龍を多数鹵獲し、秘匿基地や生産工場も発見し写真を残している。これらの写真は、アメリカ海軍歴史センター（Naval Historical Center）が保管、公開しているが、魚雷を装備した海龍はおろか、外装魚雷担架、搭載が計画されていた魚雷も全く写っていない。1945年には、より高性能の特殊潜航艇である蛟龍への魚雷装備もままならない状況だったことから、海龍の魚雷搭載は放棄され、事実上、体当たり自爆を目的とした人間魚雷として量産されていたようである。大和ミュージアムが魚雷2本を搭載した計画当初の潜水艇海龍を展示しているが、このような魚雷装備の海龍は量産、配備されたことはなかったと考えられる。

## 戦術、作戦能力
結論から言えば海龍の作戦能力は限定的なもので、戦果を挙げることは難しかったと推定される。
戦術としては、海龍は夜間に基地を発進し、敵艦隊に攻撃を行う。主として敵上陸部隊への攻撃が想定された。接敵までは浮上航行し、近づいてから潜航する。敵艦に対する理想的な魚雷の発射距離は800m。魚雷発射後に体当たりを行なうものとされた。出撃艇数は12隻で1隊とされた。配置は敵に対して一列の散開線または複列の散開面を作り、進撃して敵と接触するか、あるいは待敵する。ただしこれを実現するためには様々な障害を排除する必要があった。
まず海龍の速力は低く、雷装時には非雷装時と比べて速度が半減した。相互の通信能力は無いため、艇間で連携して行動することはできない。艇ごとの個別攻撃のみが行え、指揮管制は受けられなかった。索敵能力は艇長の小型潜望鏡のみであり、限られた視界で敵を探し出し、敵の速度、方向、距離を計算し、魚雷を命中させなければならなかった。こうした機動力、索敵能力の要素から、海龍は夜間に浮上航行で接敵するものとされたが、これは敵の護衛艦による探知の可能性を高めるものだった。護衛を潜航でやり過ごした後に800mまで接近、魚雷発射に移る。魚雷攻撃後には体当たりを行なうが海龍の潜航速度は10ノット程度と低く、近づけたかには疑問が残る。実例としては、1945年6月下旬の大島・房総半島間での総合夜間訓練に第11突撃隊の海龍3隻が参加したが、2隻は目標を発見できずに終わっている。
こうした戦闘を行なう以前として、沖縄の甲標的部隊の戦例を見ても、連合軍はまず陸上基地に熾烈な攻撃を加えるため、海龍の基地に先制攻撃が加えられて基地機能が破壊される可能性は高かった。
一方で海龍の対艦能力には以下の演習例がある。1945年5月16日から18日にかけて横須賀鎮守府第一次特攻合同演習が行なわれた。この時、海龍は夜明けに停泊中の艦船を攻撃するという想定で襲撃を実施した。時間は17日の夜明けであり、充分な明度のもと、雷撃を予期して10名の見張員による監視が行なわれていたが、魚雷発射まで海龍が発見されることはなかった。また魚雷は目標に命中した。

## その他
2015年8月5日、下田港沖で海龍とみられる特殊潜水艇が発見された。下田に入港した4隻のうち1隻が座礁したという記録があるため、その1隻ではないかと推測されている。爆薬が残っている可能性があるため注意喚起が行われた。

## 型式
試作艇

海龍（量産後期型）の内部構造図。艇内は狭く、講習に際して教官は艇長席後方の低圧タンクに腹ばいになったため、後に練習艇が製造された。

外見上、艇首が尖っているのが量産前期型とは大きく異なる部分。試作艇の公試の際、追尾船を艇首により沈没させてしまったため、量産前期型では艇首に丸みがつけられたとされる。江田島の海上自衛隊第一術科学校の校舎前で展示中の海龍は試作3号艇。
量産前期型
外見上は試作艇の艇首に丸みをつけ、水中翼の翼弦長を短くしたもの。内部艤装では艇首の燃料タンクを爆薬に置き換えたため、前部トリミングタンクの位置を少しだけ前方へ移している。なお「前期型」なる兵器名は存在しないが、後述する「後期型」との区別のため便宜上用いる。
量産後期型
量産前期型が艇内に装備した九七式転輪羅針儀が不調のため、セイル内の前方覗き窓を廃してセイル前方に四式磁気羅針儀を設置したもの。艇体からの磁気の影響を抑えるため、羅針儀は木製容器で覆われた。
量産後期型練習艇
量産後期型を基に5人乗りの訓練専用艇としたもの。艇体を1m延長して全長を18.28mとし、教官用に水防眼鏡3型改5を1本追加した。横須賀海軍工廠で20基製造された。

## 諸元（計画時）
- 全長：17.2m
- 全幅：3.5m
- 排水量：水中19.3t
- 最大速度：水上6.5kt、水中10kt
- 水中航続距離：69km(37.5海里)/5kt
- 水上航続距離：832.5km(450海里)/3kt
- 兵装：外装式53cm魚雷×2もしくは爆薬600kg